# Ilse Peters (Religionspädagogin)
Ilse Peters (* 10. März 1893 in Kreuznach; † 27. November 1980 in Hilden) war eine deutsche evangelische Religionspädagogin und die erste Professorin für Religionspädagogik.

## Leben
Die Tochter des Gymnasialprofessors Rudolf Peters (1864–1946) und der judenchristlichen Mutter Ida geb. Cohen (1865–1940) besuchte die Schule in Düsseldorf und legte das externe humanistische Abitur 1911 in Moers ab. Darauf studierte sie Germanistik und ev. Theologie in Rostock und Marburg, Zürich und Berlin. In Marburg bestand sie 1917 das I. Staatsexamen für das Lehramt, in Koblenz das II. Staatsexamen. Eine erste Anstellung gelang in Essen von 1919 bis 1929. Friedrich Delekat gewann sie für das Religionspädagogische Institut Berlin. 1929 wurde sie an die Pädagogische Akademie Dortmund berufen, um als Dozentin und (1930) Professorin angehenden Volksschullehrern Evangelische Theologie zu lehren. Im März 1933 wurde sie aufgrund der NS-Rassengesetze aus dem Amt entlassen, am 1. Dezember 1933 in den Ruhestand versetzt und im Herbst 1933 durch den antijudaistischen Hermann Werdermann ersetzt. Sie arbeitete während der Zeit des Nationalsozialismus in der Schulkammer der Bekennenden Kirche am didaktischen Konzept eines „kircheneigenen Religionsunterrichts“, um die Jugendlichen gegen die NS-Ideologie zu rüsten („Alterstufenlehrplan“ mit Martin Albertz).
Bereits Ende 1945 wurde sie wiedereingestellt in die neu gegründete Pädagogische Akademie Kettwig. Als Professorin für evangelische Religion und Methodik des Religionsunterrichts entwickelte sie mit anderen (Helmuth Kittel) seit 1946 einen Lehrplan für die Evangelische Unterweisung, der mit verschiedenen Überarbeitungen bis in die 1960er Jahre galt und sich angesichts des Holocaust insbesondere um eine Neugestaltung der Beziehung zwischen Christen und Juden als Thema christlich verantworteter Bildung bemühte, auch gegen zum Teil massive Kritik aus Kreisen der Religionspädagogen. Die Lehrpläne in Nordrhein-Westfalen waren von ihr geprägt. 1947 war sie Mitgründerin der Gemeinschaft evangelischer Erzieher und Mitglied der rheinischen Kirchenleitung. 1958 wurde sie pensioniert, schaltete sich aber weiter ein in die Diskussion religionspädagogischer Fragen. Ihr Nachfolger war Heinz Kremers.
Martin Stallmann kritisierte 1958 die bisherige Evangelische Unterweisung und erneuerte die Prinzipien der Lehrpläne unter anderem durch eine historisch-kritische Betrachtung der Bibel und eine Hermeneutik.
Der Kunsthistoriker Walter Cohen (1880–1942), ermordet im KZ Dachau, war ein Onkel von Ilse Peters.

## Schriften
- Lehrplan für die Evangelische Unterweisung an Volksschulen, 1946
- Erhalt uns, Herr, bei deinem Wort: evangelisches Religionsbuch für Hauptschulen, 1969
- Herausgeberin der Zeitschrift: Pädagogische Rundschau (begründet 1947)